# Manu (álbum)
Manu é o terceiro álbum de estúdio da artista musical brasileira Manu Gavassi. O seu lançamento ocorreu em 21 de abril de 2017 através da Universal Music. É seu primeiro trabalho lançado com a gravadora após o término do contrato com a Midas Music. O primeiro single do projeto, "Hipnose", foi lançado em 7 de abril de 2017. "Muito Muito" foi lançada como segundo single em 25 de agosto de 2017.

## Antecedentes
Em dezembro de 2015, Gavassi lançou o extended play (EP) Vício, o qual diferiu de seus trabalhos anteriores, que eram pop rock, por ter o synth-pop como gênero principal, além de mostrar letras mais maduras. O estilo e letras atribuído ao material foi comparado com o das artistas Carly Rae Jepsen e Sara Bareilles. Do EP, foram lançados os singles "Camiseta", "Direção", a faixa-título e "Sozinha", sendo que todos receberam videoclipes. Um ano depois, a cantora assinou um contrato com a Universal Music, dizendo que ouviu coisas mais pop e radiofônicas para compor seu disco.

## Singlese divulgação
O primeiro single do disco, "Hipnose", foi lançado em 7 de abril de 2017, juntamente com seu vídeo musical, que mostra Gavassi seduzindo dois homens. Após o seu lançamento, o vídeo teve polêmica pelo diretor de vídeo americano Titanic Sinclair acusar a cantora de plagiar o vídeo da música "Hypnotic", de Zella Day; no entanto, seu empresário afirmou que o clipe se baseia apenas na mesma temática do clipe de Day, e deu exemplos de obras cinematográficas que são inspiradas em outras.
A cantora performou a faixa em 5 de maio de 2017, juntamente com "Perigo" e "Antes do Fim", no Encontro com Fátima Bernardes. Além disso, Gavassi anunciou no começo de maio as primeiras datas da Manu Tour, que começou em 18 do mesmo mês em Campinas. Ela teve shows marcados também em outras cidades brasileiras, como São Paulo, Porto Alegre, Curitiba, Rio de Janeiro e Belo Horizonte. Gavassi também esteve presente em programas como Caldeirão do Huck, Programa do Porchat, Eliana, Todo Seu, Programa Silvio Santos e Programa Raul Gil divulgando o single "Hipnose" e seu novo disco, Manu.
No início do mês de julho de 2017, dando continuidade ao trabalho de divulgação dos singles do projeto, Manu anunciou numa coletiva de imprensa que, após encerrar a primeira fase da Manu Tour, estava iniciando a pré-produção do seu próximo clipe, "Muito Muito". Produzida por Pedro Dash, Marcelo Ferraz, Umberto Tavares e Mãozinha, a faixa segue uma sonoridade dançante e tropical. O videoclipe do segundo single foi gravado em São Paulo e contou com direção, direção de fotografia e montagem de João Monteiro e Fernando Moraes (Os Primos). 
Em março de 2018, Gavassi lançou "Me Beija" como single, com o seu videoclipe cheio de referências aos anos 2000 e dirigido pela própria Gavassi e Os Primos. Em 22 de junho de 2018, a cantora lançou uma versão da canção "Ninguém Vai Saber", em parceria com o cantor português Agir. O seu videoclipe teve direção de Ju Matos.

## Lista de faixas
Créditos adaptados do serviço de streaming Tidal.
| Manu – Edição padrão |                     |                                     |                                      |         |  |
| N.º                  | Título              | Compositor(es)                      | Produtor(es)                         | Duração |  |
| 1.                   | "Hey"               | Manu Gavassi Pedro Dash Ana Caetano | Pedro Dash Marcelo Ferraz            | 2:28    |  |
| 2.                   | "Hipnose"           | Gavassi                             | Ferraz Dash Umberto Tavares Mãozinha | 2:46    |  |
| 3.                   | "Perigo"            | Gavassi Caetano                     | Tavares Mãozinha Dash Ferraz         | 2:57    |  |
| 4.                   | "Muito Muito"       | Gavassi                             | Ferraz Tavares Mãozinha Dash         | 2:51    |  |
| 5.                   | "Me Beija"          | Gavassi Caetano                     | Dash Ferraz                          | 2:59    |  |
| 6.                   | "23"                | Gavassi                             | Dash Ferraz                          | 2:48    |  |
| 7.                   | "Fora de Foco"      | Gavassi Caetano                     | Tavares Mãozinha Dash Ferraz         | 3:09    |  |
| 8.                   | "Mentiras Bonitas"  | Gavassi                             | Tropkillaz Dash Ferraz               | 3:05    |  |
| 9.                   | "Heart Song"        | Gavassi                             | Dash Ferraz                          | 2:42    |  |
| 10.                  | "Ninguém Vai Saber" | Gavassi                             | Dash Ferraz                          | 2:45    |  |
| 11.                  | "Antes do Fim"      | Gavassi                             | Dash Ferraz                          | 3:03    |  |
| 12.                  | "Aqui Estamos Nós"  | Gavassi                             | Dash Ferraz                          | 3:16    |  |
| Duração total:       | Duração total:      | Duração total:                      | Duração total:                       | 34:55   |  |

## Histórico de lançamento
| Região        | Data                | Formato(s)           | Gravadora |
| ------------- | ------------------- | -------------------- | --------- |
| Brasil        | 21 de abril de 2017 | CD, download digital | Universal |
| Reino Unido   | 21 de abril de 2017 | Download digital     | Universal |
| Austrália     | 21 de abril de 2017 | Download digital     | Universal |
| África do Sul | 21 de abril de 2017 | Download digital     | Universal |
| Japão         | 21 de abril de 2017 | Download digital     | Universal |

## Turnê

### Setlist
1. "Aqui Estamos Nós"
2. "Hipnose"
3. "Mentiras Bonitas"
4. "Me Beija"
5. "23"
6. "Antes do Fim"
7. "Fora de Foco"
8. Medley: "Odeio / Primeiro Dia / Segredo"
9. "Camiseta"
10. "Farsa"
11. "Planos Impossíveis"
12. Medley: "Shape of You / Despacito"
13. "Heart Song"
14. "Ninguém Vai Saber"
15. "Perigo"
16. "Muito Muito"
17. "Hey"

### Datas
Para divulgar o álbum "Manu", Manu Gavassi entrou em turnê com a estreia no dia 18 de maio em Campinas. 
| Data                   | Cidade         | Estado            | Local                    |
| ---------------------- | -------------- | ----------------- | ------------------------ |
| Parte 1                |                |                   |                          |
| 18 de maio de 2017     | Campinas       | São Paulo         | Teatro Iguatemi Campinas |
| 21 de maio de 2017     | São Paulo      | São Paulo         | Tom Brasil               |
| 27 de maio de 2017     | Porto Alegre   | Rio Grande do Sul | Opinião                  |
| 28 de maio de 2017     | Curitiba       | Paraná            | Ópera de Arame           |
| 4 de junho de 2017     | Rio de Janeiro | Rio de Janeiro    | Vivo Rio                 |
| 10 de junho de 2017    | Belo Horizonte | Minas Gerais      | Cine Theatro Brasil      |
| 19 de junho de 2017    | São Paulo      | São Paulo         | Paris 6 Bistrô           |
| 12 de agosto de 2017   | São Paulo      | São Paulo         | Avenida Paulista, 1811   |
| 23 de agosto de 2017   | Rio de Janeiro | Rio de Janeiro    | FM Hall                  |
| 13 de outubro de 2017  | São Paulo      | São Paulo         | Cine Joia                |
| 18 de novembro de 2017 | Belo Horizonte | Minas Gerais      | O Mercado                |